# Beshalach
Da non confondersi con Vayishlach
Beshalach, Beshallach, o Beshalah (ebraico: בְּשַׁלַּח — tradotto in italiano: "Lasciò andare", incipit di questa parashah) sedicesima porzione settimanale della Torah (ebr. פָּרָשָׁה – parashah o anche parsha/parscià) nel ciclo annuale ebraico di letture bibliche dal Pentateuco, quarta nel Libro dell'Esodo. Rappresenta il passo 13:17-17:16 di Esodo, che gli ebrei leggono durante il sedicesimo Shabbat dopo Simchat Torah, generalmente in gennaio o febbraio.
Dato che la parashah descrive Dio che libera gli Israeliti dall'Egitto, gli ebrei leggono parte della parashah, Esodo 13:17-15:26, anche come lettura iniziale della Torah nel settimo giorno di Pesach. Inoltre la parte della parashah che parla di Amalek, Esodo 17:8-16 viene letta anche nel Purim, che commemora la storia di Ester e della vittoria del popolo ebraico contro il piano di Haman di ucciderli tutti, raccontata nel Libro di Ester. Ester 3:1 identifica Haman come Agagita e quindi discendente di Amalek. Numeri 24:7 identifica gli Agagiti con gli Amaleciti. Una Midrash riporta che nel tempo tra la cattura di Re Agag da parte di Saul e la sua uccisione da parte di Samuele, Agag ebbe un figlio, dal quale discese Haman.
La parashah è rimarchevole per la Canzone del Mare che viene cantata tradizionalmente usando una melodia differente di cantillazione, ed è scritta dallo scriba (sofer) con un caratteristico stile a rettangoli sul rotolo della Sefer Torah. Il sabato quando viene letta è noto come Shabbos Shirah e alcune comunità hanno vari riti in questo giorno, tra cui l'alimentazione degli uccelli e recitare la "Canzone del Mare" ad alta voce al servizio regolare di preghiera.

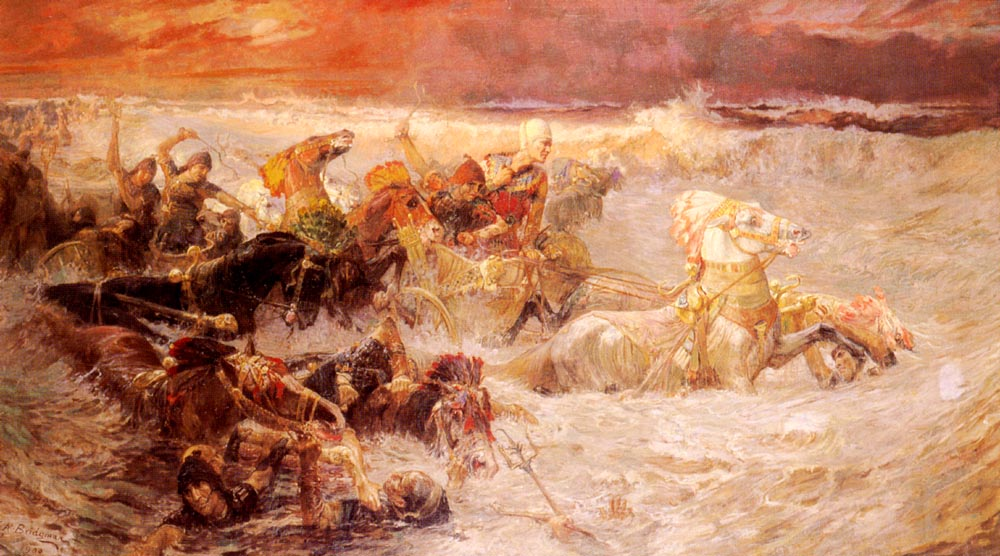
L'esercito di Faraone affogato nel Mar Rosso (dipinto di Frederick Arthur Bridgman del 1900)

## Comandamenti
Secondo Maimonide e lo Sefer ha-Chinuch, c'è un comandamento negativo in questa parashah:
- Non camminare oltre i limiti consentiti dallo Shabbat.[9]

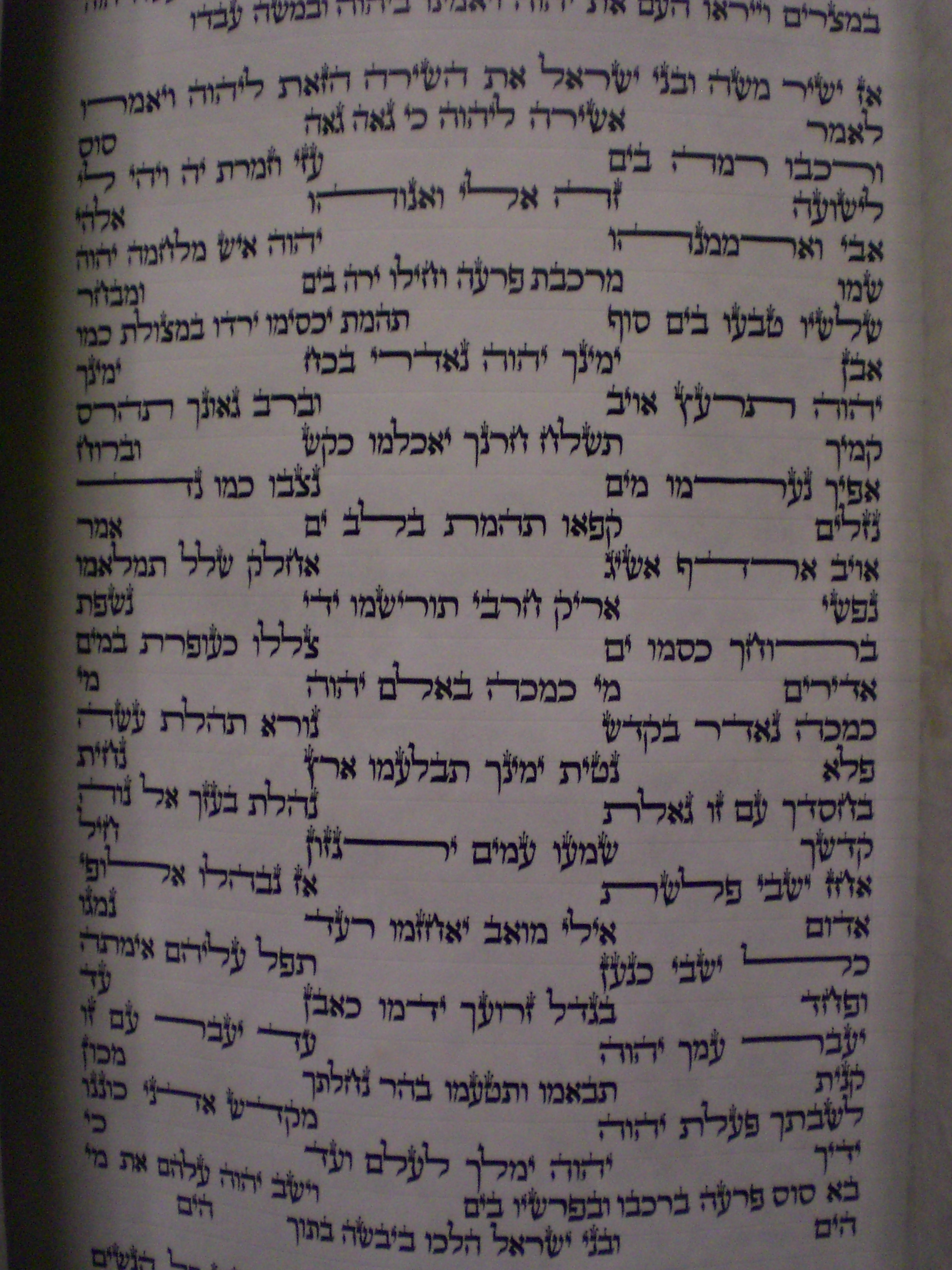
La Canzone del Mare scritta su una Sefer Torah

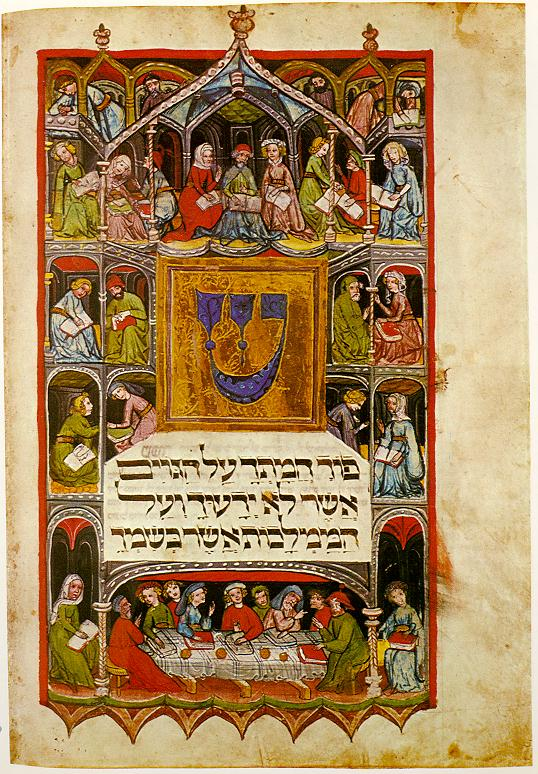
Pagina di Haggadah tedesca del XIV secolo

## Nella liturgia
La benedizione conclusiva della Shemà, subito prima della preghiera Amidah in ognuno dei tre servizi di preghiera racconta gli eventi esposti in Esodo 14:21-31
La Haggadah di Pesach, nella sezione magid del Seder di Pesach, riporta il ragionamento di Rabbi Jose il Galileo sulla frase biblica "il dito di Dio" in Esodo 8:15 affermando che se si riferisce alle 10 piaghe, allora "la mano potente" (a volte tradotto "la grande potenza") in 14:31 deve riferirsi a 50 piaghe contro gli egiziani.
La Canzone del Mare, Esodo 15:1–18, appare nella sua completezza nella sezione di Pesukei Dezimra del servizio mattutino per lo Shabbat
I riferimenti alla potente mano di Dio in Esodo 15:6, 12 e 16, vengono ripresi in Salmi 98:1, che è anche uno dei sei Salmi recitati all'inizio del servizio di preghiera Kabbalat Shabbat.
L'affermazione della sovranità eterna di Dio in Esodo 15:18 "Dio regnerà 
in eterno e per sempre!" potrebbe aver trovato parafrasi in Salmi 146:10, "Il Signore regnerà per sempre... per ogni generazione", che a sua volta appare nella sezione Kedushah della preghiera Amidah in ognuno dei tre servizi liturgici. Inoltre, la dichiarazione dell'eterna sovranità di Dio in Esodo 15:18 appare anche verbatim nella sezione Kedushah D'Sidra del servizio Minchah dello Shabbat.
Il mormorare del popolo a Massa e Meriba, e forse la roccia che diede l'acqua, di Esodo 17:2-7 si riflettono in Salmi 95, che è a sua volta il primo dei sei Salmi recitati all'inizio del servizio di preghiera Kabbalat Shabbat.

## Maqam settimanale
Nella Maqam settimanale, gli ebrei sefarditi ogni settimana basano i loro canti del servizio religioso sul contenuto della rispettiva parashah settimanale. Per la Parashah Beshalach, i sefarditi usano la Maqam Ajam, una maqam che esprime felicità, per commemorare la gioia e i canti degli Israeliti mentre attraversavano il mare.

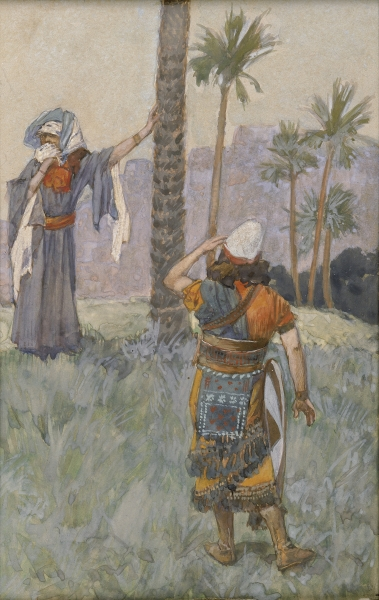
Debora sotto la palma (acquerello di James Tissot, 1896–1902 ca.)

## Haftarah
La haftarah della parashah è:
- per gli aschenaziti: Giudici 4:4-5:31[28]; e
- per i sefarditi: Giudici 5:1–31[29].

Per gli aschenaziti, la haftarah è la più lunga dell'anno.

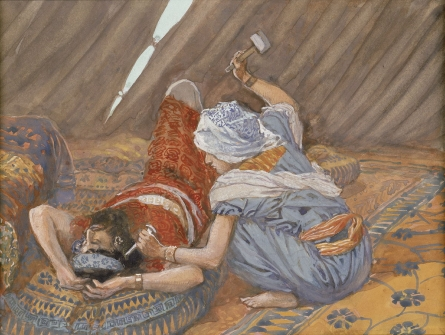
Giaele uccide Sisara (acquerello di James Tissot, 1896–1902 ca.)

### Collegamenti con la Parashah
Sia la parashah che la haftarah contengono canti che celebrano la vittoria del popolo di Dio, la parashah nella Canzone del mare sulla liberazione divina degli Israeliti dal Faraone, e la haftarah nella Canzone di Debora sulla vittoria degli Israeliti contro i Canaaniti, comandati dal generale Sisara. Entrambe riportano come i capi dei nemici di Israele radunarono centinaia di carri. Sia la parashah che la haftarah narrano come Dio "gettò nel panico... e mise in rotta" (va-yaham) i nemici di Israele. Entrambe le letture raccontano come le acque sommersero i nemici di Israele. Sia la parashah che la haftarah parlano del cantare delle donne che celebrano, la parashah di Miriam, e la haftarah di Debora. Infine, entrambe menzionano Amalek.
La Ghemara collega tra loro le azioni di Dio nella parashah e nella haftarah. Per rassicurare gli Israeliti preoccupati che i loro nemici vivessero ancora, Dio fece rigurgitare al Mar Rosso i cadaveri degli egiziani. Per compensare i mari, Dio fece rigurgitare al fiume Kison una volta e mezzo la quantità di cadaveri. Per pagare il debito, quando Sisara venne ad attaccare gli Israeliti, Dio fece spazzar via i Canaaniti dal fiume Kison. La Ghemara calcola che i cadaveri furono superiori di una volta e mezza la quantità giudicandola dal numero di carri citati in Esodo 14:7 e Giudici 4:13.

## Riferimenti
La parashah ha paralleli o viene discussa nelle seguenti fonti (EN, HE, IT, YI) :

### Biblici
- Genesi 1:9-10[42] (Dio separò le acque per rivelare la terra ferma); Genesi 14:7[43] (Amaleciti); Genesi 36:12[44] (Amalek); Genesi 36:16[45] (Amalek); Genesi 50:24–26[46] (ossa di Giuseppe).
- Esodo 4:21[47]; Esodo 7:3[48]; Esodo 9:12[49]; Esodo 10:1[50], 20, 27; Esodo 11:10[51] (indurimento di cuore del Faraone).
- Numeri 14:14[52] (colonna di fuoco).
- Deuteronomio 2:30[53] (indurimento di cuore); Deuteronomio 15:7[54] (indurimento di cuore); Deuteronomio 25:17–19[55] (Amaleciti).
- Giosuè 3:16-17[56] (attraversamento delle acque); Giosuè 4:22-24[57] (attraversamento delle acque); Giosuè 11:20[58] (indurimento di cuore); Giosuè 24:32[59] (ossa di Giuseppe).
- HE 56:6–7[60] (osservare lo Shabbat); Isaia 66:23[61] (Shabbat osservato universalmente).
- Salmi 9:6[62] (Dio oblitera i nomi dei nemici); Salmi 95[63] (Dio come "Roccia", generazione del deserto); Salmi 114[64] (Potere di Dio sul mare); Salmi 146:10[65] (regno eterno di Dio).
- Ester 3:1[66] (Agagita, letto come Amalecita col passo Numeri 24:7[67]).
- Neemia 9:12[68], 19 (colonna di fuoco).

### Non rabbinici
- Ezechiele il Drammaturgo. Exagōgē. II sec. a.e.v. Trad. R.G. Robertson. In The Old Testament Pseudepigrapha: Volume 2: Expansions of the “Old Testament” and Legends, Wisdom and Philosophical Literature, Prayers, Psalms, and Odes, Fragments of Lost Judeo-Hellenistic works. Curato da James H. Charlesworth, 816–19. New York: Anchor Bible, 1985. ISBN 0-385-18813-7.
- Lettera ai Romani 9:14–18[69], I secolo. (indurimento di cuore del Faraone).
- Lettera agli Ebrei 11:22[70] (ossa di Giuseppe); 11:28[71] (prima Pesach). Tardo I secolo.
- Apocalisse 17:17[72]. Tardo I secolo. (cambiamento di cuori per i fini divini).

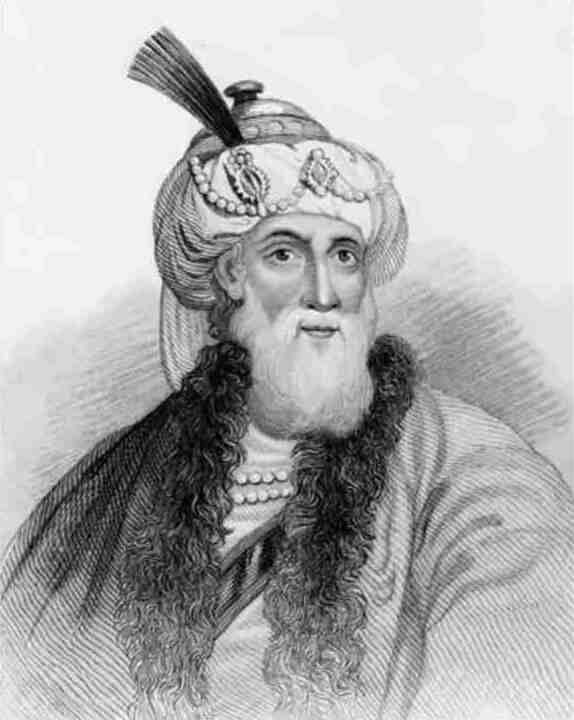
Flavio Giuseppe

- Flavio Giuseppe. Antichità giudaiche 2:14:5 Archiviato il 9 agosto 2012 in Internet Archive.–3:2:5. Archiviato il 10 febbraio 2007 in Internet Archive. Circa 93–94. Rist. su The Works of Josephus: Complete and Unabridged, New Updated Edition. Trad. William Whiston, 74–83. Peabody, Mass.: Hendrickson Pub., 1987. ISBN 0-913573-86-8.
- Atti degli Apostoli 7:14-16[73]. II secolo. (ossa di Giuseppe).

### Rabbinici classici
- Mishnah: Shabbat 1:1–24:5; Eruvin 1:1–10:15; Rosh Hashanah 3:8; Megillah 3:6; Sotah 1:7–9; Sanhedrin 10:1; Avot 5:6. 3rd century. Rist. su The Mishnah: A New Translation. Trad. (EN)  di Jacob Neusner, 208–29; 304, 321, 449, 604, 686. New Haven: Yale University Press, 1988. ISBN 0-300-05022-4.
- Mekhilta of Rabbi Ishmael: 19:1–46:2. Terra d'Israele, tardo IV secolo. Rist. su Mekhilta According to Rabbi Ishmael. Trad. di Jacob Neusner, 1:125–72; 2:1–36. Atlanta: Scholars Press, 1988. ISBN 1-55540-237-2.
- Talmud gerosolimitano: Berakhot 4b, 24a, 43b, 51a, 94b; Peah 5a, 9b; Kilayim 72b; Terumot 7a; Shabbat 1a–; Eruvin 1a–; Pesachim 32a, 47b; Sukkah 28b; Beitzah 19a; Rosh Hashanah 21b; Megillah 2a, 8a, 25a, 32a. Terra d'Israele, circa 400 e.v. Rist. su Talmud Yerushalmi. Curato da Chaim Malinowitz, Yisroel Simcha Schorr, e Mordechai Marcus, voll. 1–3, 5, 7, 18–19, 22–24, 26. Brooklyn: Mesorah Publications, 2005–2012.
- Mekhilta de-Rabbi Shimon 2:2; 11:1; 15:4; 19:4–45:1; 48:2; 49:2; 50:2; 54:2; 61:2; 81:1. Terra d'Israele, V secolo. Rist. su Mekhilta de-Rabbi Shimon bar Yohai. Trad. (EN)  di W. David Nelson, 7, 33, 50, 79–195, 214, 217, 228, 249, 279, 370. Philadelphia: Jewish Publication Society, 2006. ISBN 0-8276-0799-7.

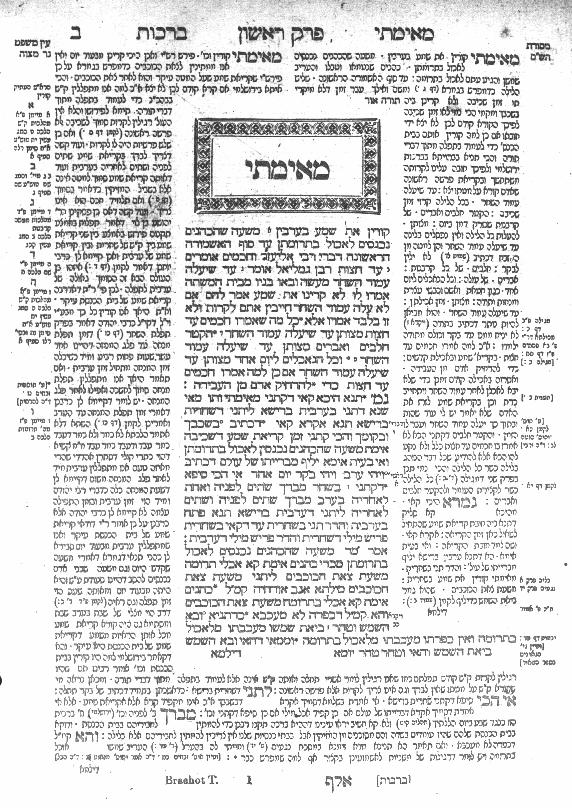
Talmud

- Babylonian Talmud: Berakhot 4a, 5a, 20b, 27a, 33a, 39b–40a, 54a–b, 58a; Shabbat 2a, 23b, 28a, 87b, 103b, 114b, 118b, 133b; Eruvin 2a–105a; Pesachim 47b, 67a, 85b, 87b, 117a, 118b; Yoma 4b, 52b, 70a, 75a–b; Sukkah 11b, 25a, 33a; Beitzah 2b, 15b; Rosh Hashanah 29a, 31a, 32b; Taanit 9a, 11a; Megillah 7a, 10b, 14a, 18a, 30b–31a; Moed Katan 25b; Chagigah 5b, 13b–14a; Yevamot 13b, 72a; Ketubot 5a, 7b, 62b; Nedarim 2b; Nazir 2b, 45a; Sotah 9b, 11a–b, 13b, 20b, 27b, 30b, 37a, 42b, 48a; Gittin 20a, 56b; Kiddushin 32a, 38a; Bava Kamma 82a, 92a–b; Bava Metzia 86b; Bava Batra 16b, 98a; Sanhedrin 11a–b, 17a, 20b, 39b, 42a, 56b, 90a, 91b–92a, 93a, 95b, 96b, 98b, 99b, 101a, 106a, 110a; Makkot 8b; Shevuot 15a; Avodah Zarah 2b, 4a, 11a, 24b; Horayot 8b, 12a; Menachot 27a, 31b, 32b, 53a–b, 95a; Chullin 14a, 89a, 135b; Arakhin 15a–b; Keritot 5b. Babilonia, VI secolo. Rist. in (EN)  su Talmud Bavli. Curato da Yisroel Simcha Schorr, Chaim Malinowitz, e Mordechai Marcus, 72 voll. Brooklyn: Mesorah Pubs., 2006.

### Medievali

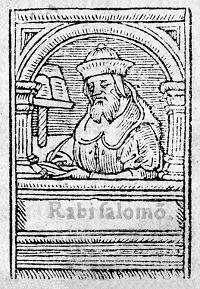
Rashi

- Exodus Rabbah 20:1–26:3. X secolo. Rist. su Midrash Rabbah: Exodus. Trad. (EN)  di S. M. Lehrman, vol. 3. Londra: Soncino Press, 1939. ISBN 0-900689-38-2.
- Rashi. Commentario. Exodus 13–17. Troyes, Francia, tardo XI secolo. Rist. su Rashi, The Torah: With Rashi's Commentary Translated, Annotated, and Elucidated. Trad. (EN)  e note di Yisrael Isser Zvi Herczeg, 2:143–204. Brooklyn: Mesorah Publications, 1994. ISBN 0-89906-027-7.
- Yehuda Halevi. Kuzari. 1:85–86; 3:35;4:3. Toledo, Spagna, 1130–1140. Rist. su Jehuda Halevi. Kuzari: An Argument for the Faith of Israel. Introd. di Henry Slonimsky, 60, 167, 202–03. New York: Schocken, 1964. ISBN 0-8052-0075-4.
- Zohar 2:44a–67a.[collegamento interrotto] Spagna, tardo XIII secolo. Rist. su The Zohar. Trad. (EN)  di Harry Sperling & Maurice Simon. 5 voll. Londra: Soncino Press, 1934.

### Moderni
- Thomas Hobbes. Leviatano, 3:34, 36. Inghilterra, 1651. Rist. curata da C. B. Macpherson, pp. 437, 457. Harmondsworth, Inghilterra: Penguin Classics, 1982. ISBN 0-14-043195-0.

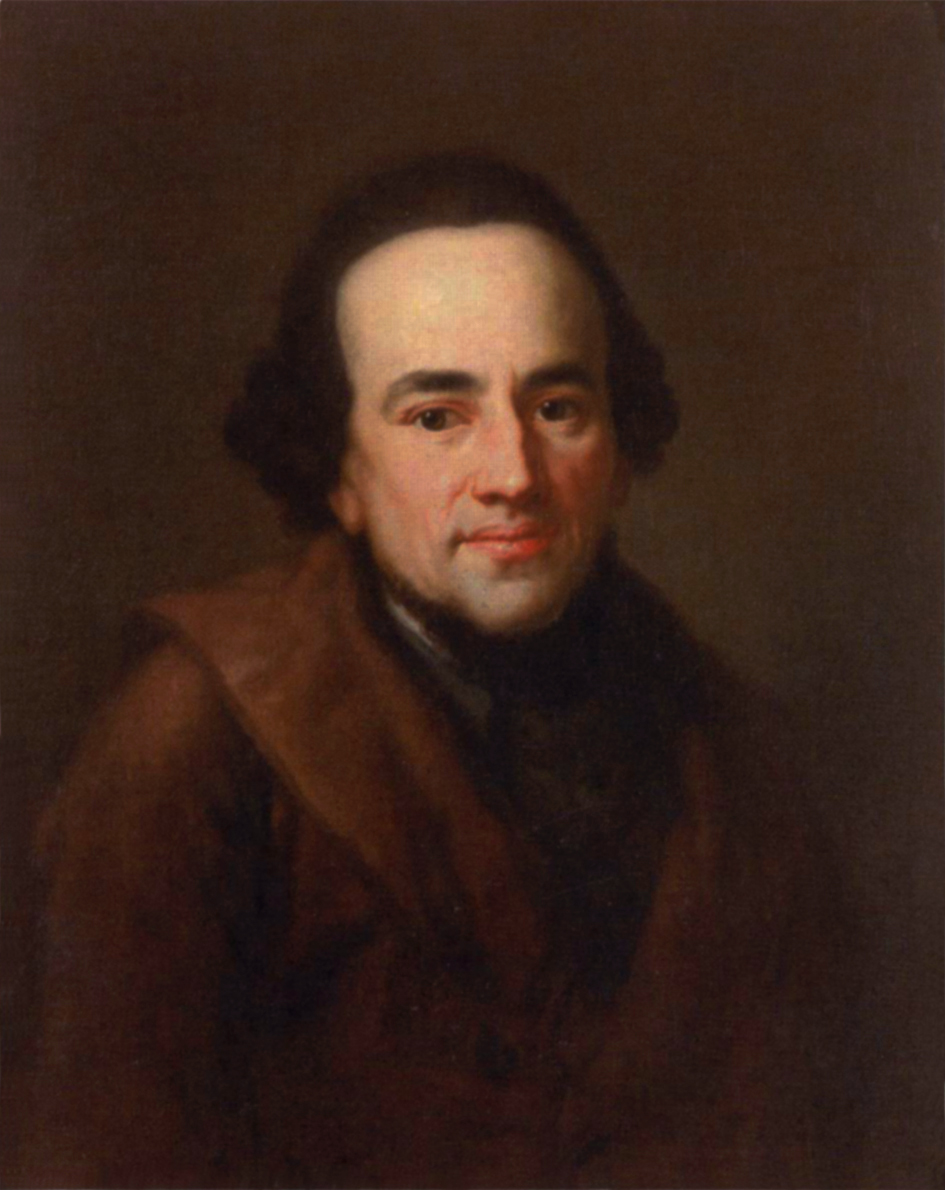
Moses Mendelssohn

- Moses Mendelssohn. Jerusalem, § 2. Berlino, 1783. Rist. su Jerusalem: Or on Religious Power and Judaism. Trad. (EN)  di Allan Arkush; introd. e commentario di Alexander Altmann, p. 100. Hanover, N.H.: Brandeis University Press, 1983. ISBN 0-87451-264-6.
- Henry Wadsworth Longfellow The Jewish Cemetery at Newport . Boston, 1854. Rist. su Harold Bloom. American Religious Poems, 80–81. New York: Library of America, 2006. ISBN 978-1-931082-74-7.
- Mary Don't You Weep. Stati Uniti, XIX secolo.
- David Einhorn. “War with Amalek.” Philadelphia, 1864. In American Sermons: The Pilgrims to Martin Luther King Jr. Edited by Michael Warner, 665–73. New York: Library of America, 1999. ISBN 1-883011-65-5.
- Shlomo Ganzfried. Kitzur Shulchon Oruch, 90:3. Hungary, 1864. Translated by Eliyahu Touger, 1:387–88. New York: Moznaim Publishing Corp., 1991. ISBN 0-940118-63-7.
- Emily Dickinson. Poesia 1642 ("Red Sea," indeed! Talk not to me). Circa 1885. In The Complete Poems of Emily Dickinson. Cur. da Thomas H. Johnson, 673. New York: Little, Brown & Co., 1960. ISBN 0-316-18414-4.
- Franklin E. Hoskins. “The Route Over Which Moses Led the Children of Israel Out of Egypt.” National Geographic Magazine. (Dic. 1909): 1011–38.
- Maynard Owen Williams. “East of Suez to the Mount of the Decalogue: Following the Trail Over Which Moses Led the Israelites from the Slave-Pens of Egypt to Sinai.” National Geographic. (Dic. 1927): 708–43.
- Abraham Isaac Kook. The Moral Principles. Primi del XX secolo. Rist. su Abraham Isaac Kook: the Lights of Penitence, the Moral Principles, Lights of Holiness, Essays, Letters, and Poems. Trad. di Ben Zion Bokser, 137, 146. Mahwah, N.J.: Paulist Press 1978. ISBN 0-8091-2159-X.

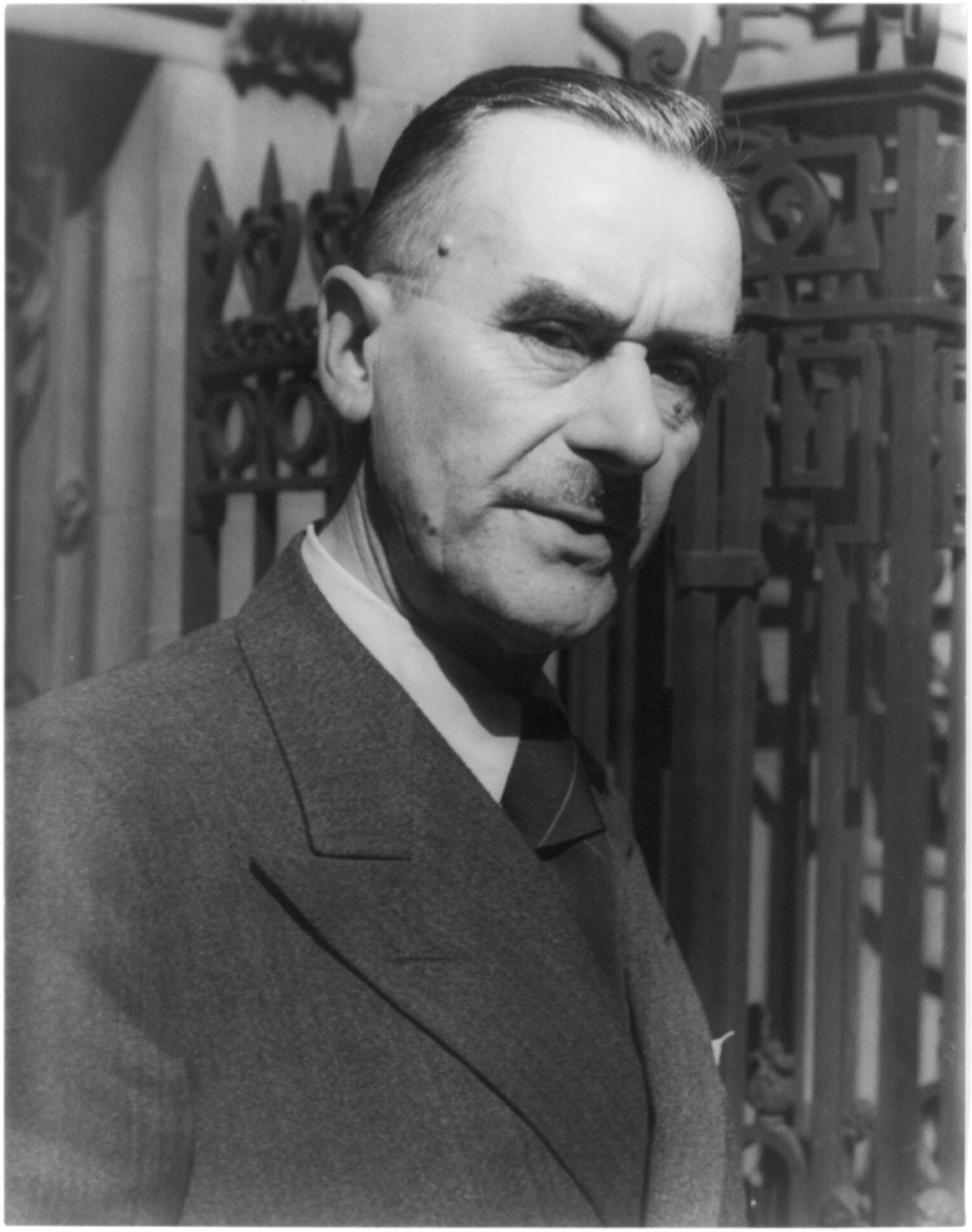
Thomas Mann

- Thomas Mann. Giuseppe e i suoi fratelli. Trad. (EN)  di John E. Woods, 577, 788. New York: Alfred A. Knopf, 2005. ISBN 1-4000-4001-9. Originale (DE)  Joseph und seine Brüder. Stockholm: Bermann-Fischer Verlag, 1943.
- Morris Adler. The World of the Talmud, 28–29. B'nai B'rith Hillel Foundations, 1958. Reprinted Kessinger Publishing, 2007. ISBN 0-548-08000-3.
- Harvey Arden. “In Search of Moses.” National Geographic. (1976): 2–37.
- Hershel Shanks. “The Exodus and the Crossing of the Red Sea, According to Hans Goedicke.” Biblical Archaeology Review 7 (5) (1981).
- Charles R. Krahmalkov. “A Critique of Professor Goedicke's Exodus Theories.” Biblical Archaeology Review 7 (5) (1981).
- Harvey Arden. “Eternal Sinai.” National Geographic. 161 (4) (Apr. 1982): 420–61.
- Trude Dothan. “Gaza Sands Yield Lost Outpost of the Egyptian Empire.” National Geographic. 162 (6) (1982): 739–69.
- Marc A. Gellman. “A Tent of Dolphin Skins.” In Gates to the New City: A Treasury of Modern Jewish Tales. Cur. Howard Schwartz. New York: Avon, 1983. ISBN 0-380-81091-3. Rist. ed. Jason Aronson, 1991. ISBN 0-87668-849-0.
- Bernard F. Batto. “Red Sea or Reed Sea? How the Mistake Was Made and What Yam Sûp Really Means.” Biblical Archaeology Review 10 (4) (1984).
- Marc Gellman. “The Dolphins of the Red Sea.” In Does God Have a Big Toe? Stories About Stories in the Bible, 73–75. New York: HarperCollins, 1989. ISBN 0-06-022432-0.
- Linda Hirschhorn con Vocolot. “Miriam's Slow Snake Dance.” In Gather Round. Oyster Albums, 1989.
- Aaron Wildavsky. Assimilation versus Separation: Joseph the Administrator and the Politics of Religion in Biblical Israel, 8. New Brunswick, N.J.: Transaction Publishers, 1993. ISBN 1-56000-081-3.
- Debbie Friedman. “Miriam's Song.” In And You Shall Be a Blessing. Sisu Home Entertainment, 1997.
- William H.C. Propp. Exodus 1–18, 2:461–622. New York: Anchor Bible, 1998. ISBN 0-385-14804-6.
- Mary Doria Russell. A Thread of Grace, 58–59. New York: Random House, 2005. ISBN 0-375-50184-3. (un esodo).
- Lawrence Kushner. Kabbalah: A Love Story, 112. New York: Morgan Road Books, 2006. ISBN 0-7679-2412-6.
- Nathaniel Philbrick. Mayflower: A Story of Courage, Community, and War, 293. New York: Viking Penguin, 2006. ISBN 0-670-03760-5.
- Suzanne A. Brody. “I'm still groping” and “Desert Heat.” In Dancing in the White Spaces: The Yearly Torah Cycle and More Poems, 16, 78. Shelbyville, Kentucky: Wasteland Press, 2007. ISBN 1-60047-112-9.
- Esther Jungreis. Life Is a Test, 67–68, 203–04, 264–66. Brooklyn: Shaar Press, 2007. ISBN 1-4226-0609-0.
- Alicia Jo Rabins. “Snow/Scorpions and Spiders.” In Girls in Trouble. New York: JDub Music, 2009. (amarezza dell'annegamento in mare).
- “Versi sciolti: celebrazione della Pesach concomitante con il Mese nazionale della Poesia - i poeti Andrea Cohen, Robert Pinsky, e Mark Levine offrono una selezione poetica sui temi della liberazione, rituale, viaggio e cibo.” In Tablet Magazine (EN)  (Aprile 2011).
- Joe Lieberman e David Klinghoffer. The Gift of Rest: Rediscovering the Beauty of the Sabbath. New York: Howard Books, 2011. ISBN 978-1-4516-0617-1.

### Testi
- "Parashat Beshallach", su torah.it
- "Parashat Beshallach" cantata, su torah.it
- Commentari e canti della "Parashat Beshallach", su torah.it
- Testo Masoretico e traduzione JPS 1917, su mechon-mamre.org.
- Parashah cantata, su bible.ort.org. URL consultato il 9 febbraio 2013 (archiviato dall'url originale il 21 marzo 2011).
- Parashah in ebraico, su mechon-mamre.org.

### Commentari
- Academy for Jewish Religion, California, su ajrca.org. URL consultato il 9 febbraio 2013 (archiviato dall'url originale il 17 marzo 2012).
- Academy for Jewish Religion, New York, su ajrsem.org.
- Aish.com. URL consultato il 9 febbraio 2013 (archiviato dall'url originale il 20 aprile 2010).
- Akhlah: The Jewish Children’s Learning Network, su akhlah.com. URL consultato il 9 febbraio 2013 (archiviato dall'url originale il 25 gennaio 2013).
- American Jewish University, su judaism.ajula.edu (archiviato dall'url originale il 20 febbraio 2012).
- Anshe Emes Synagogue, Los Angeles, su anshe.org. URL consultato il 9 febbraio 2013 (archiviato dall'url originale il 5 ottobre 2007).
- Ari Goldwag, su arigoldwag.com. URL consultato il 24 luglio 2013 (archiviato dall'url originale il 27 luglio 2013).
- Bar-Ilan University, su biu.ac.il. URL consultato il 9 febbraio 2013 (archiviato dall'url originale il 4 luglio 2012).
- Chabad.org.
- eparsha.com.
- G-dcast, su g-dcast.com. URL consultato il 9 febbraio 2013 (archiviato dall'url originale il 20 marzo 2013).
- The Israel Koschitzky Virtual Beit Midrash, su vbm-torah.org. URL consultato il 5 febbraio 2012 (archiviato dall'url originale il 5 febbraio 2012).
- Jewish Agency for Israel, su jewishagency.org. URL consultato il 9 febbraio 2013 (archiviato dall'url originale il 2 ottobre 2012).
- Jewish Theological Seminary (XML), su jtsa.edu. URL consultato il 9 febbraio 2013 (archiviato dall'url originale l'11 marzo 2013).
- Miriam Aflalo, su mishpacha.com. URL consultato il 9 febbraio 2013 (archiviato dall'url originale il 6 aprile 2012).
- MyJewishLearning.com. URL consultato il 9 febbraio 2013 (archiviato dall'url originale il 25 settembre 2008).
- Ohr Sameach, su ohr.edu.
- Orthodox Union, su ou.org.
- OzTorah, Torah from Australia, su oztorah.com.
- Oz Ve Shalom — Netivot Shalom, su netivot-shalom.org.il. URL consultato il 24 giugno 2010 (archiviato dall'url originale il 24 giugno 2010).
- Pardes from Jerusalem, su pardes.org.il. URL consultato il 9 febbraio 2013 (archiviato dall'url originale il 15 aprile 2012).

- Parshah Parts (PDF), su parshaparts.com. URL consultato il 9 febbraio 2013 (archiviato dall'url originale il 23 febbraio 2012).
- Rabbi Dov Linzer, su rabbidovlinzer.blogspot.com.
- Rabbi Sharon Brous, su jewishjournal.com. URL consultato il 9 febbraio 2013 (archiviato dall'url originale il 15 ottobre 2012).
- RabbiShimon.com. URL consultato il 9 febbraio 2013 (archiviato dall'url originale il 4 marzo 2016).
- Rabbi Shlomo Riskin, su ohrtorahstone.org.il. URL consultato il 21 agosto 2011 (archiviato dall'url originale il 21 agosto 2011).
- Rabbi Shmuel Herzfeld, su rabbishmuel.com. URL consultato il 9 febbraio 2013 (archiviato dall'url originale l'11 marzo 2013).
- Reconstructionist Judaism, su www4.jrf.org. URL consultato il 25 settembre 2011 (archiviato dall'url originale il 16 febbraio 2006).
- Sephardic Institute, su judaicseminar.org.
- Shiur.com.
- 613.org Jewish Torah Audio, su 613.org. URL consultato il 27 settembre 2011 (archiviato dall'url originale il 27 settembre 2011).
- Tanach Study Center, su tanach.org.
- Torah from Dixie, su tfdixie.com. URL consultato il 9 febbraio 2013 (archiviato dall'url originale il 2 gennaio 2007).
- Torah.it, su archivio-torah.it.
- Torah.org.
- TorahVort.com.
- Union for Reform Judaism, su urj.org. URL consultato il 9 febbraio 2013 (archiviato dall'url originale il 15 ottobre 2008).
- United Hebrew Congregations of the Commonwealth, su chiefrabbi.org. URL consultato il 9 febbraio 2013 (archiviato dall'url originale il 10 aprile 2012).
- United Synagogue of Conservative Judaism, su uscj.org. URL consultato il 9 febbraio 2013 (archiviato dall'url originale il 22 febbraio 2012).
- What’s Bothering Rashi?, su shemayisrael.com.
- Yeshiva University, su yutorah.org. URL consultato il 9 febbraio 2013 (archiviato dall'url originale il 18 dicembre 2019).